# 유게 쓰바사
유게 쓰바사(일본어: 弓削 翼, 2000년 2월 5일~)는 일본의 축구 선수이다.

## 구단 경력
그는 2022년 J2리그의 이와테 그루자 모리오카에 입단했다. 2022년후 J3리그에 강등했다.